# Kitanakagusuku
Kitanakagusuku (jap. 北中城村 Kitanakagusuku-son) – wieś w Japonii, w prefekturze Okinawa, na wyspie Okinawa. Według danych na rok 2020 miejscowość zamieszkiwało 17 969 mieszkańców , a gęstość zaludnienia wyniosła 1557,1 os./km².